# Daxizhai Dao
Daxizhai Dao är en ö i Kina. Den ligger i provinsen Zhejiang, i den östra delen av landet, omkring 220 kilometer öster om provinshuvudstaden Hangzhou. Arean är 2,8 kvadratkilometer. Den sträcker sig 1,8 kilometer i nord-sydlig riktning, och 3,0 kilometer i öst-västlig riktning.
Genomsnittlig årsnederbörd är 1 851 millimeter. Den regnigaste månaden är juni, med i genomsnitt 341 mm nederbörd, och den torraste är januari, med 63 mm nederbörd.